# Sorisole
Sorisole [soˈriːzole] (Surìsel [suˈɾizɛl] o Sürìsel [syˈɾizɛl] in dialetto bergamasco) è un comune italiano di 8 814 abitanti della provincia di Bergamo in Lombardia.

## Geografia fisica

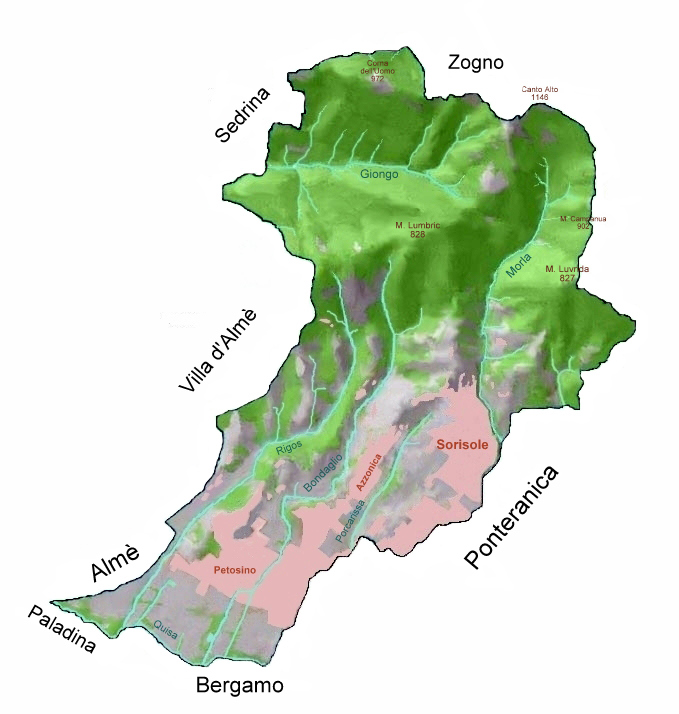
il territorio

(Celestino Colleoni da Martinengo, Historia quadripartita di Bergomo, XVI secolo.)

### Territorio
A nord confina con i Comuni di Sedrina e Zogno, a est con Ponteranica, a sud con Bergamo e Paladina, a ovest con Almè e Villa d'Almè. Oltre ai centri di Sorisole capoluogo ed alle frazioni Azzonica e Petosino sono pure presenti i nuclei abitati di Premerlino, Comunelli, Botta Alta, Serit, (Grom) Sant'Anna, Grumel Mez, Boscalgisi, Madonna dei Campi, Rigla, Botta Bassa, Laxolo, Castel dè Pilis e Canvarola-Valli.
Sorisole è classificato dalla legge n. 991/1952 comune parzialmente montano ed è classificato dalla OPCM 3274/03 nella zona sismica 3 (scuotimenti modesti).

### Orografia
Il territorio è caratterizzato da varietà ambientali che vanno dall'ambito montuoso, a quello collinare, alla pianura. Si estende infatti fra le cime dei monti Corna dell'Uomo (m 972), Canto Alto (m 1.146), Campanua (m 902), Luvrida (m 827) e la piana dei Dross (m 286) a ridosso delle colline di Bergamo, con un dislivello di 860 m. Può essere suddiviso in tre aree:
- la valle del Giongo, la parte più settentrionale del territorio, con giacitura est-ovest verso il fiume Brembo,
- le valli meridionali, che vanno da nord a sud e sui cui crinali sono insediati i centri abitati di più antica formazione,
- la piana dei Dross.

### Idrografia
Ad eccezione della val Baderem, posta sul limitare est del paese, il territorio di Sorisole appartiene al bacino idrografico del fiume Brembo. È presente un reticolo idrografico strutturato in subbacini di modeste dimensioni nei quali scorrono i torrenti:
- Giongo, nasce dal Canto Alto e, allungandosi in direzione est-ovest, confluisce dopo 4 km nel Brembo attraversando anche i comuni di Villa d'Almè e Sedrina,
- Quisa, lambisce i colli di Bergamo e confluisce dopo 13 chilometri nel Brembo. Riceve i piccoli affluenti Rigos, Bondaglio e Porcarissa. Attraversa anche i comuni di Ponteranica, Bergamo, Almè, Paladina, Valbrembo, Mozzo e Ponte San Pietro,
- Morla, nasce sulle pendici meridionali del Canto Alto (val Baderem). Si disperde dopo 14 chilometri in canali irrigui ed in terreno permeabile a nord del paese di Spirano dopo aver attraversato la città di Bergamo e paesi della pianura bergamasca.
- Bondaglio, nasce dal versante Est del monte Pissöl, ad una quota di 680 m s.l.m. Passa ad Ovest della frazione Azzonica e affluisce nel Quisa a Sud di Petosino. Questo torrente risulta essere il più problematico dal punto di vista dell'inquinamento delle sue acque. Nell'estate del 2015 una lettera firmata dal presidente del Parco dei Colli, sollecitava un intervento immediato e risolutore per ristabilire lo stato di salute dell'affluente della Quisa[9].

### Clima
Sorisole gode di un clima tipicamente temperato delle medie latitudini. La vicinanza alle prealpi orobiche e la posizione collinare permettono di evitare i fenomeni di nebbia invernale persistente e di afa estiva.
Le medie climatiche rilevate dagli anni sessanta agli anni novanta sono le seguenti:
| BERGAMO-ORIO (1983-2012)   | Mesi | Mesi | Mesi | Mesi | Mesi | Mesi | Mesi | Mesi | Mesi | Mesi | Mesi | Mesi | Stagioni | Stagioni | Stagioni | Stagioni | Anno  |
| BERGAMO-ORIO (1983-2012)   | Gen  | Feb  | Mar  | Apr  | Mag  | Giu  | Lug  | Ago  | Set  | Ott  | Nov  | Dic  | Inv      | Pri      | Est      | Aut      | Anno  |
| -------------------------- | ---- | ---- | ---- | ---- | ---- | ---- | ---- | ---- | ---- | ---- | ---- | ---- | -------- | -------- | -------- | -------- | ----- |
| T. max. media (°C)         | 6    | 8    | 12   | 16   | 21   | 25   | 28   | 27   | 23   | 18   | 11   | 6    | 6,7      | 16,3     | 26,7     | 17,3     | 16,8  |
| T. min. media (°C)         | −2   | 0    | 3    | 7    | 11   | 14   | 17   | 17   | 14   | 9    | 4    | −1   | −1       | 7        | 16       | 9        | 7,8   |
| Precipitazioni (mm)        | 71   | 64   | 83   | 89   | 127  | 113  | 110  | 129  | 94   | 109  | 111  | 56   | 191      | 299      | 352      | 314      | 1 156 |
| Umidità relativa media (%) | 75   | 75   | 68   | 71   | 69   | 67   | 67   | 68   | 71   | 75   | 78   | 79   | 76,3     | 69,3     | 67,3     | 74,7     | 71,9  |

## Storia

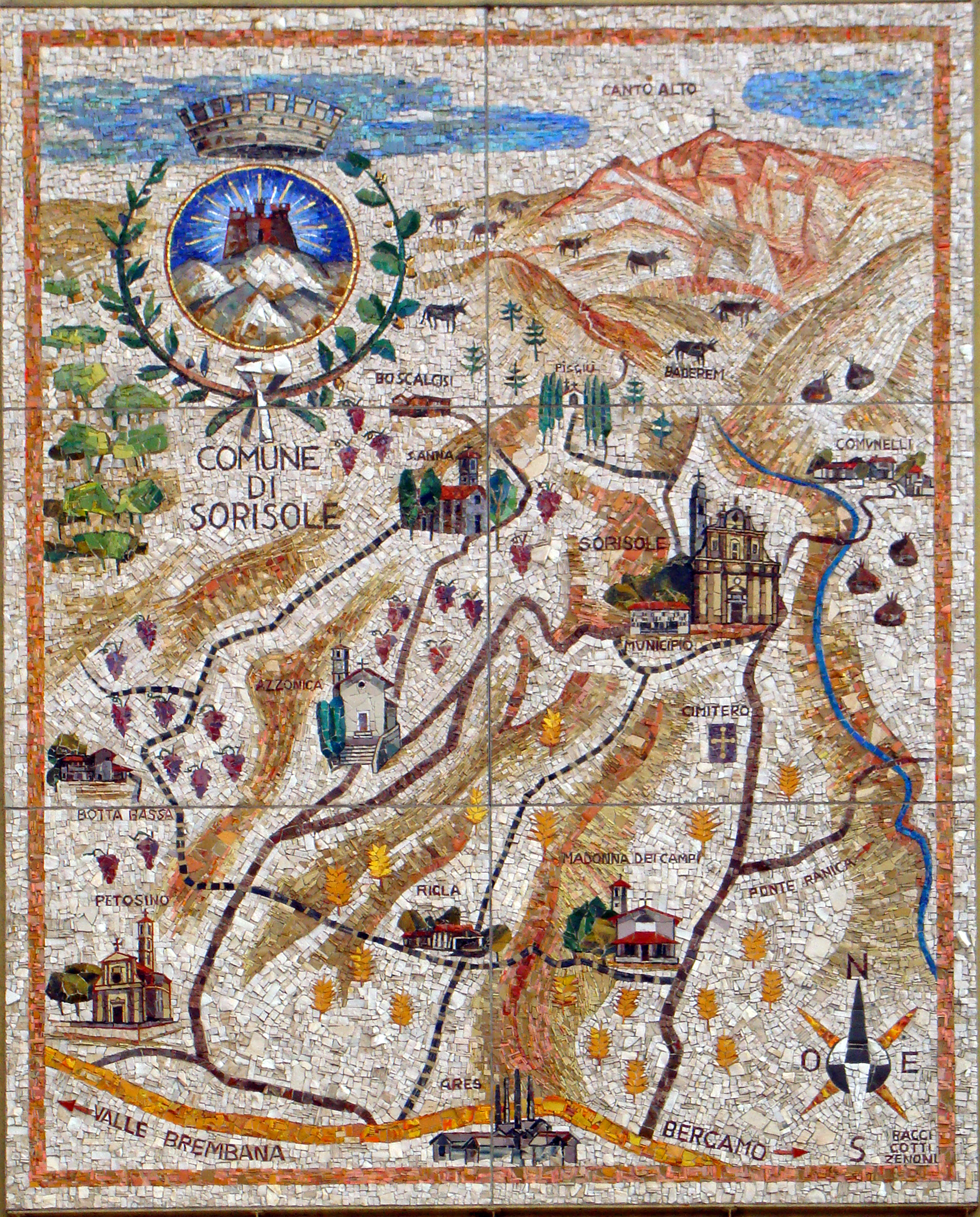
Mosaico in Piazza Alpini

L'origine del toponimo dovrebbe trovare origine da Siliceolae, con il quale si indicherebbe una località posta in prossimità di una strada selciata. Tuttavia questa non è l'unica ipotesi riguardante l'origine etimologica del nome, che potrebbe derivare anche dal nome proprio Surridius, oppure da super insulam, indicando un territorio posto a nord di quella che comunemente è conosciuta come Isola bergamasca. Anche l'attuale frazione di Azzonica, un tempo separata da Sorisole, ha un'antica origine, tanto che il suo toponimo potrebbe derivare dal nome personale Azzone, di chiara origine germanica. Tuttavia queste sono solo ipotesi, non accompagnate da elementi certi.
Nella sua storia Sorisole ha condiviso spesso il proprio destino politico ed amministrativo con il vicino paese di Ponteranica, con il quale si trovava inserito già nella corte regia della Morla di epoca longobarda.
Ed è a questo periodo che risalgono i primi documenti scritti che attestano l'esistenza del borgo: nel 747 un atto infatti riporta che alcuni terreni appartenenti al fundus di Sorisole vennero donati dal re longobardo Rachis al prete Limenone.

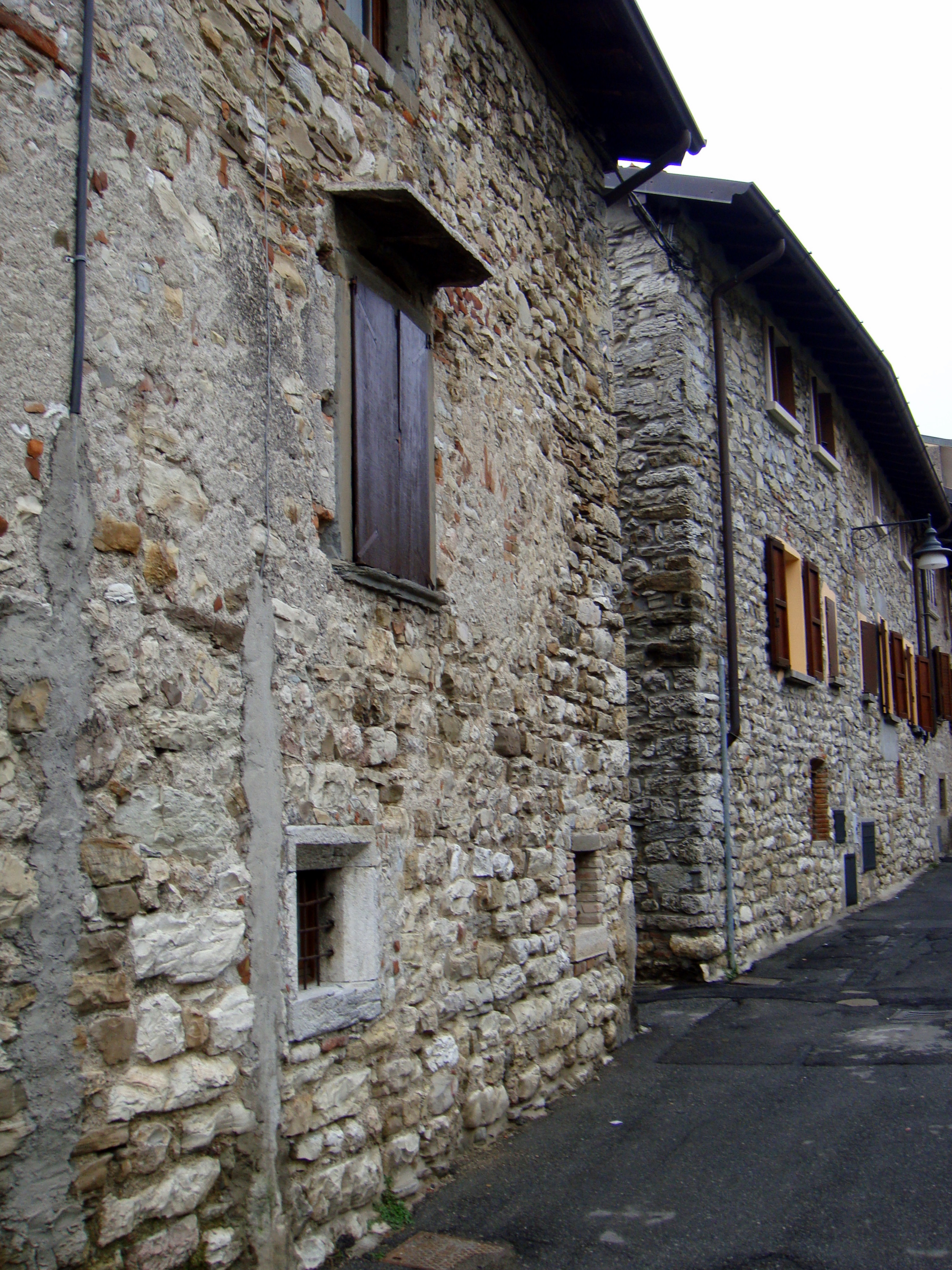
Sorisole antica

Il periodo successivo fu caratterizzato dallo sviluppo del feudalesimo che, inserito nel contesto del Sacro Romano Impero, vide i due borghi finire in gestione alla diocesi di Bergamo prima, ed ai monaci della valle di Astino poi, come riportato in documenti e testamenti.
Dopo una breve parentesi comunale (documentata con atti risalenti al 1249), quell'epoca si caratterizzò per i violenti scontri tra le fazioni guelfe e ghibelline, che non risparmiarono nemmeno i borghi di Sorisole ed Azzonica. Entrambi di fazione guelfa, rivestirono un ruolo di primissimo piano nello scenario delle lotte nella provincia bergamasca. Questo costrinse i paesi a dotarsi di fortificazioni intorno al nucleo abitativo.
Le cronache del tempo ci raccontano numerosi fatti di sangue, incendi e distruzioni negli ultimi anni del XIV secolo, con attacchi e rappresaglie a cui pose momentaneamente fine l'intervento di Galeazzo Visconti. La tregua durò poco, tanto che già nel 1404 i ghibellini della città di Bergamo attaccarono Sorisole e Ponteranica, distruggendo edifici difensivi e causando più di trecento morti.
La situazione si ribaltò due decenni più tardi con l'arrivo della Repubblica di Venezia che appoggiava la fazione guelfa. La Serenissima emanò una serie di privilegi ed agevolazioni per Ponteranica e Sorisole, che si erano apertamente schierate a favore della dominazione veneta durante le lotte che questa combatté contro il Ducato di Milano sostenuto dai ghibellini. Seguirono quindi secoli socialmente e politicamente tranquilli, con l'agricoltura motore trainante dell'economia dell'intera zona, considerata fiscalmente terra separata e quindi non soggetta a dazi ed imposizioni fiscali.
In quegli anni avvenne l'unione amministrativa tra Sorisole ed Azzonica i cui abitanti, aiutati dai rapporti privilegiati dalla Serenissima, formarono la compagnia dei Bastazi, una cooperativa a cui venne affidata la gestione e lo scarico delle navi nel porto di Venezia, prerogativa mantenuta fino alla caduta della Repubblica di San Marco, avvenuta nel 1797.
Subentrata la Repubblica Cisalpina, diventata nel 1805 Regno d'Italia, con decreto del 31 marzo 1809 Sorisole venne aggregato a Bergamo diventandone una frazione e perdendo ogni autonomia amministrativa. Sconfitto Napoleone e passata la Lombardia agli Austriaci, con sentenza del 26 novembre 1815 ottenne la separazione da Bergamo ricostituendosi come entità autonoma.
Con la seconda Guerra di Indipendenza Sorisole passò al Regno sabaudo. Le elezioni del 1860 nominarono Francesco Bacuzzi primo sindaco.
Il 26 settembre 1944 avvenne l’eccidio di Petosino. Otto partigiani, cinque nei boschi e prati vicini al paese e tre davanti all'asilo, furono trucidati da militi della RSI. Il giorno seguente venne fucilata la nona vittima.

### Simboli
Lo stemma e il gonfalone sono stati concessi con regio decreto del 21 agosto 1937.
Stemma
Lo stemma prende spunto dall'ipotesi che il nome Sorisole derivi da "sole sorgente" poiché dal paese si vede sorgere il sole proprio dietro la catena dei monti che chiudono il territorio.
Gonfalone
È rappresentato da un drappo di colore rosso ornato di ricami d'argento, con lo stemma e l'iscrizione in argento "Comune di Sorisole". Le parti di metallo e i nastri sono argentati. L'asta verticale è ricoperta di velluto rosso con bullette argentate poste a spirale. Nella freccia è rappresentato lo Stemma del Comune e sul gambo inciso il nome. Cravatta e nastri tricolorati dai colori nazionali frangiati di argento.

## Monumenti e luoghi d'interesse

### Chiesa dei Santi Pietro apostolo e Alessandro di Bergamo

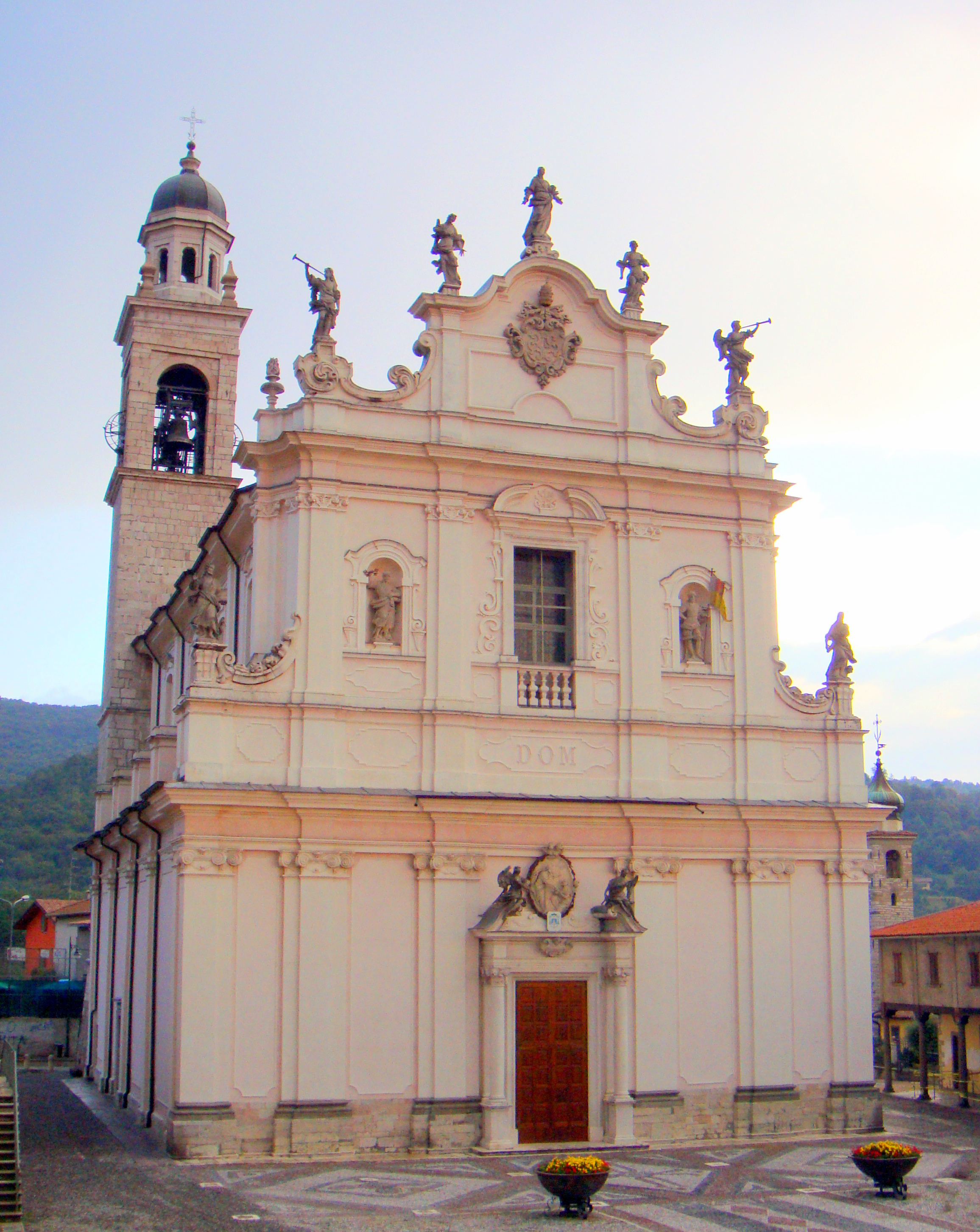
Chiesa Prepositurale Santi Pietro apostolo e Alessandro di Bergamo

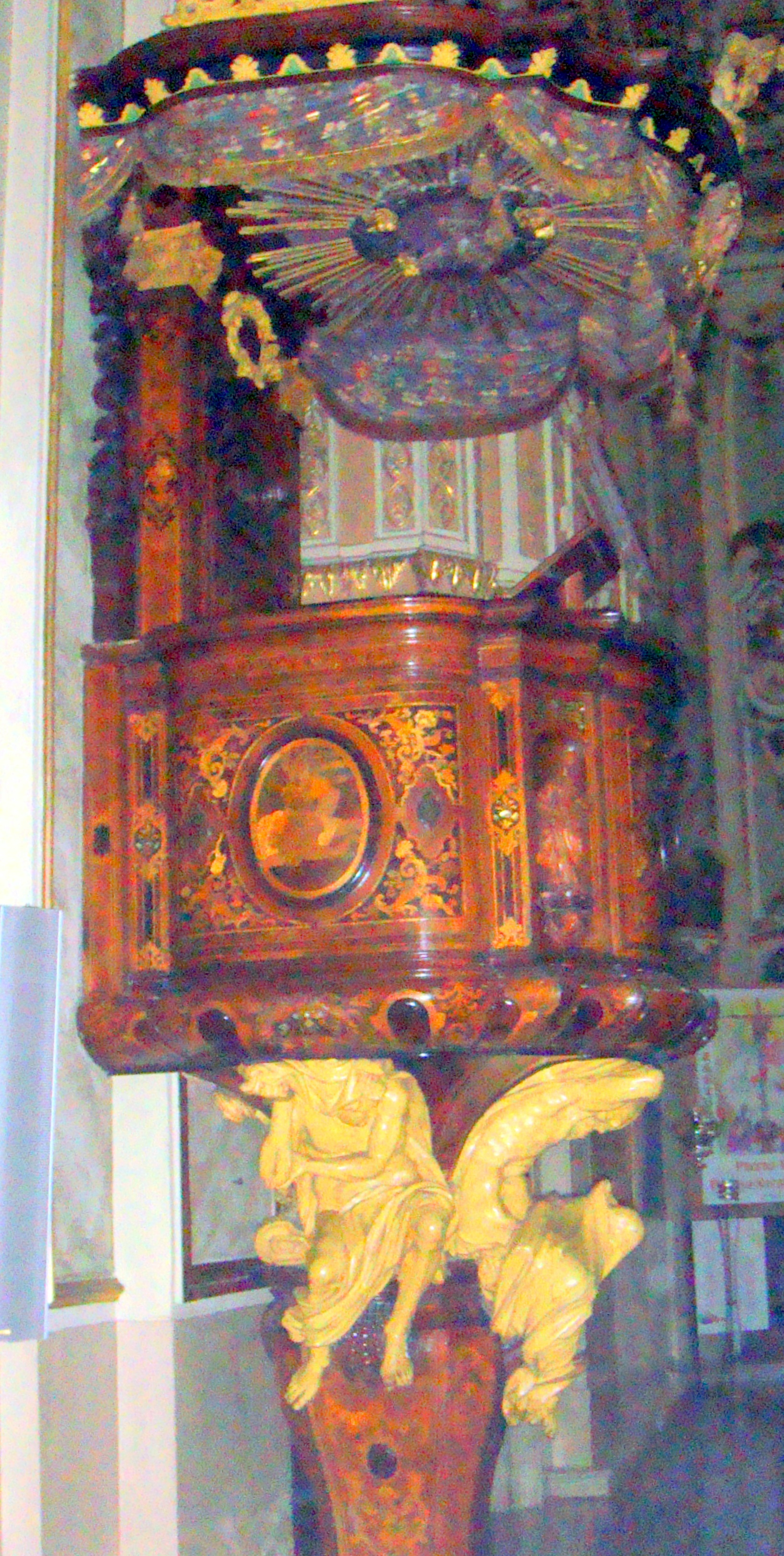
Il pulpito

La prima pietra fu posata il 18 maggio 1704 in luogo dell'antica parrocchiale dedicata a santa Maria. La progettazione fu affidata alla famiglia Micheli, stirpe di capimastri e architetti di Albegno, ma vi lavorò anche l'architetto Giovanni Battista Caniana. Fu consacrata il 12 aprile 1739, ma i lavori proseguirono ancora per molti anni. La facciata presenta statue di santi dello scultore Anton Maria Pirovano. All'interno le decorazioni a stucco della volta e delle navate, esempi di transizione dal barocchetto allo stile neoclassico, sono opera di Carlo Camuzio, membro della famiglia ticinese che lavorò anche nella Cappella Colleoni di Bergamo. La volta presenta cinque grandi dipinti, raffiguranti la Storia di san Pietro, realizzati da Donnino Riccardi a partire dall'agosto 1787. Nella prima cappella sulla destra è presente la pala con la Vergine tra i Santi Rocco, Cristoforo, Bernardino da Siena e Sebastiano, opera di anonimo del primo quarto del Settecento. Sul lato sinistro la prima cappella ospita il fonte battesimale in marmo della metà del XV secolo. Nella cappella successiva è presente la tela dell'Assunta, opera di Gian Paolo Cavagna dei primi dieci anni del XVII secolo. Sulle pareti laterali due opere di Francesco Zucco entrambe datate 1611 raffiguranti l'Adorazione dei pastori e l'Adorazione dei Magi. Il pulpito fu realizzato in collaborazione tra i Caniana ed i Fantoni fra il 1746 ed il 1750. Pregevole è il coro in legno di noce, opera di Francesco Antonio Caniana e di Giovanni Sanz. Le grandi tele dell'abside sono di Mauro Picenardi, Francesco Silva, Vincenzo Angelo Orelli e Giovanni Raggi e raffigurano il martirio di S. Alessandro, il martirio di S. Pietro, l'offerta dei pani a Melchisedech, la moltiplicazione dei pani, l'Assunta. La chiesa dispone di due cantorie con organo e controrgano sui due lati della navata. Il vecchio organo nel 1725 fu smontato da Andrea Bossi e sistemato da Giuseppe Serassi. Nel 1779 i fratelli Andrea e Giovanni Serassi ne realizzano uno nuovo. Venne poi rifatto nel 1869 dai fratelli Parolini, nel 1903 da Luigi Balicco Bossi e nel 1979 da Emilio Piccinelli. In sacrestia vi sono i ritratti di numerosi parroci. Spicca quello di don Lorenzo Calvi eseguito da Vittore Ghislandi, più conosciuto come Fra' Galgario. Sono pure presenti altri dipinti: quello di S. Francesco con il benefattore Lanfranchi di anonimo del secondo quarto del Seicento e la tela con la Madonna con Gesù Bambino, i dogi, una dogaressa ed un gentiluomo databile tra il XVI e XVII secolo, opera di Jacopo Negretti detto Palma il Giovane. Fra i vari mobili di pregevole fattura è presente quello realizzato da Giuseppe Caniana eseguito dal 1752 al 1753.

### Chiesa di San Pietroin vinculis

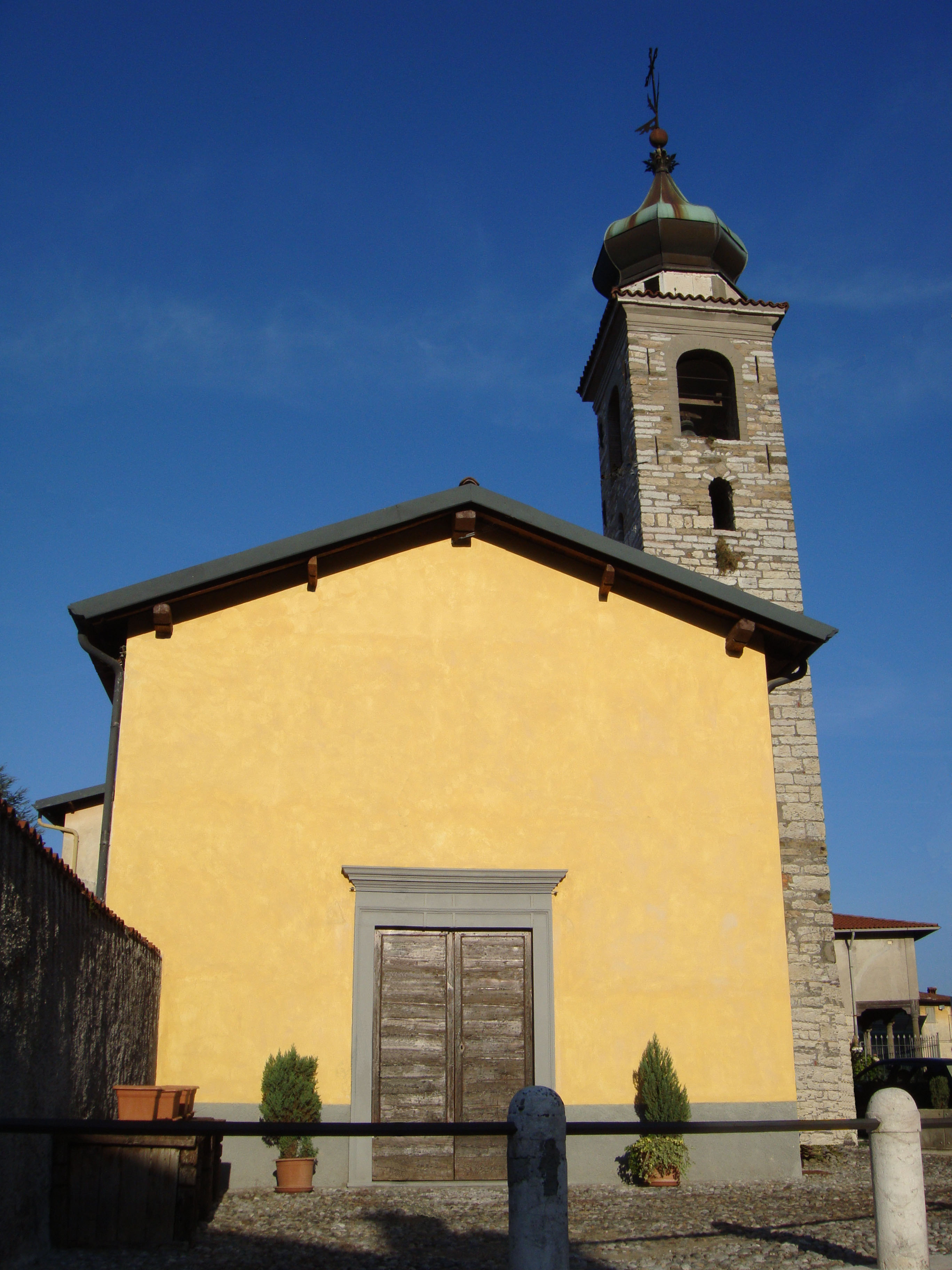
Chiesa di San Pietro in vinculis

Prima parrocchiale del paese, non si hanno notizie certe sulla sua fondazione. In una relazione redatta il 15 settembre 1666 si scriveva che la chiesa era ritenuta fra le più antiche della diocesi. Probabilmente di epoca longobarda, il primo documento in cui è citata è datato 1º luglio 1184. Ne parlano altri documenti datati 23 febbraio 1250 e giugno 1337. Il titolo di parrocchiale passò nel XVI secolo alla Chiesa di Santa Maria. Il campanile in pietra, databile XII secolo, presenta una monofora su ogni lato ed è addossato al fianco nord della chiesa. La parete ovest presenta due strati di affreschi. I più recenti, risalenti al XIV e XV secolo, raffigurano Sant'Agata, la Madonna in trono con Bambino e Santa Caterina d'Alessandria.

### Aree naturali

#### Parco dei Colli di Bergamo

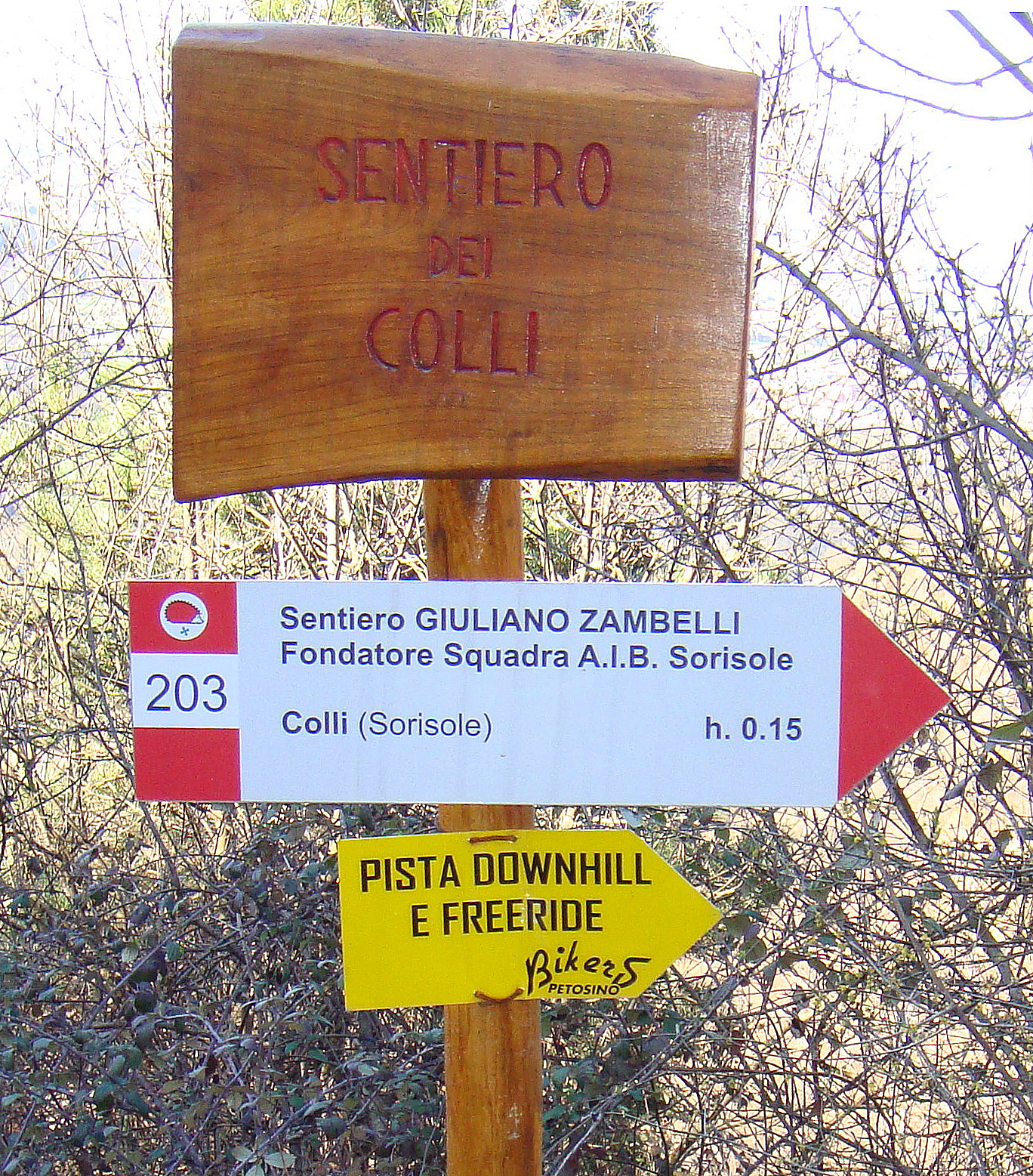
Segnaletica Parco dei Colli

Istituito con Legge Regionale n. 36 del 18 agosto 1977, è un'area naturale protetta comprendente l'intero territorio comunale, oltre che parte di altri nove Comuni limitrofi. È collocato sulle prime propaggini delle Prealpi Orobie, tra i colli della città di Bergamo e la vetta del Canto Alto. Sono presenti boschi cedui di castagno, frassino, carpino, rovere. Per quanto riguarda la flora si possono osservare l'asfodelo, il giglio rosso, il giglio martagone, la peonia selvatica, il bucaneve, la rosa di natale. È presente il capriolo, la volpe, il tasso e per quanto riguarda gli uccelli sono segnalati il picchio rosso, il fringuello, l'allocco, la poiana. Numerosi sono i sentieri per escursioni adatte ad ogni esigenza: dalla semplice passeggiata a divertenti percorsi in mountain-bike. A fianco del torrente Quisa, immersa nel verde, si snoda una pista ciclopedonale adibita solo allo svago.

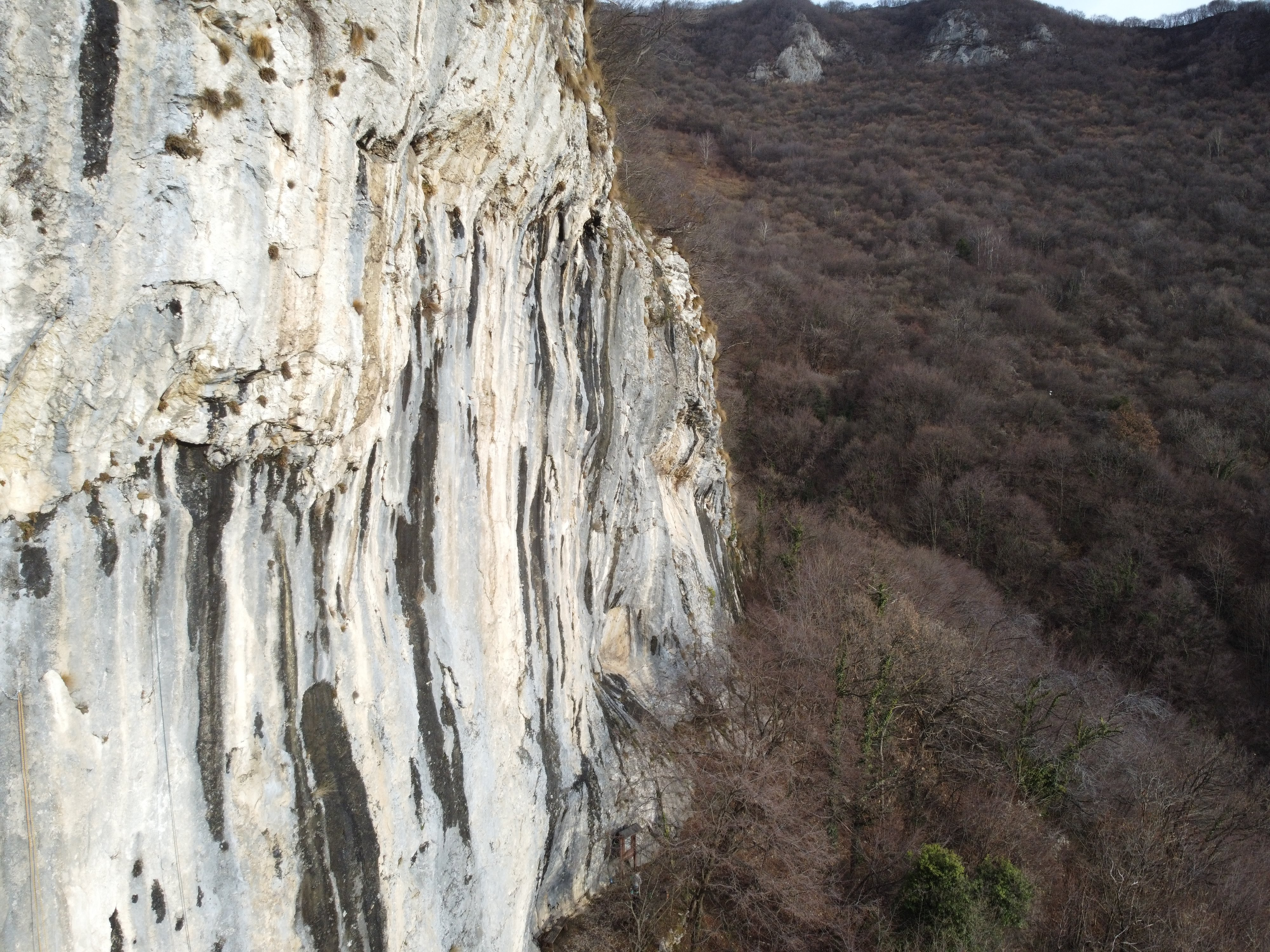
Falesia Corna di Marte

#### Falesia "Cörna di Marte"
Struttura rocciosa situata poco sopra il paese, è attrezzata per il free climbing. È utilizzata dagli arrampicatori per l'allenamento, soprattutto in autunno e inverno per la felice esposizione al sole. Si raggiunge partendo dalla località Baderem e seguendo la segnaletica si raggiunge la sorgente del torrente Morla. Cambiato il versante orografico si arriva alla base della placca rocciosa dove è presente una bacheca con la descrizione delle vie di salita.

## Cultura

### Biblioteche
La biblioteca comunale ha due sedi: a Sorisole presso il Municipio ed a Petosino presso il Centro civico. Appartiene al sistema bibliotecario intercomunale Area Nord-Ovest della provincia di Bergamo.

### Scuole
È presente l'Istituto Comprensivo Statale “Antonio Lanfranchi”, costituitosi il 1º settembre 2000, che comprende tutte le scuole primarie e secondarie di primo grado del Comune. Ha due sedi: a Sorisole ed a Petosino. Per le superiori gli studenti sorisolesi frequentano nella maggioranza gli istituti della limitrofa città di Bergamo e così per l'università, anche se in questo caso tanti frequentano pure le università di Milano.
Il primo documento relativo all'istruzione scolastica a Sorisole è il testamento del 1625 di Antonio Lanfranchi che destina parte della sua eredità al pagamento di un maestro che insegni a leggere e scrivere agli abitanti del paese. Altri documenti del 1856 e del 1884 attestano la presenza di scuole elementari. Solamente nel 1963 vengono istituite le allora scuole medie inferiori a Sorisole e Petosino.

## Società

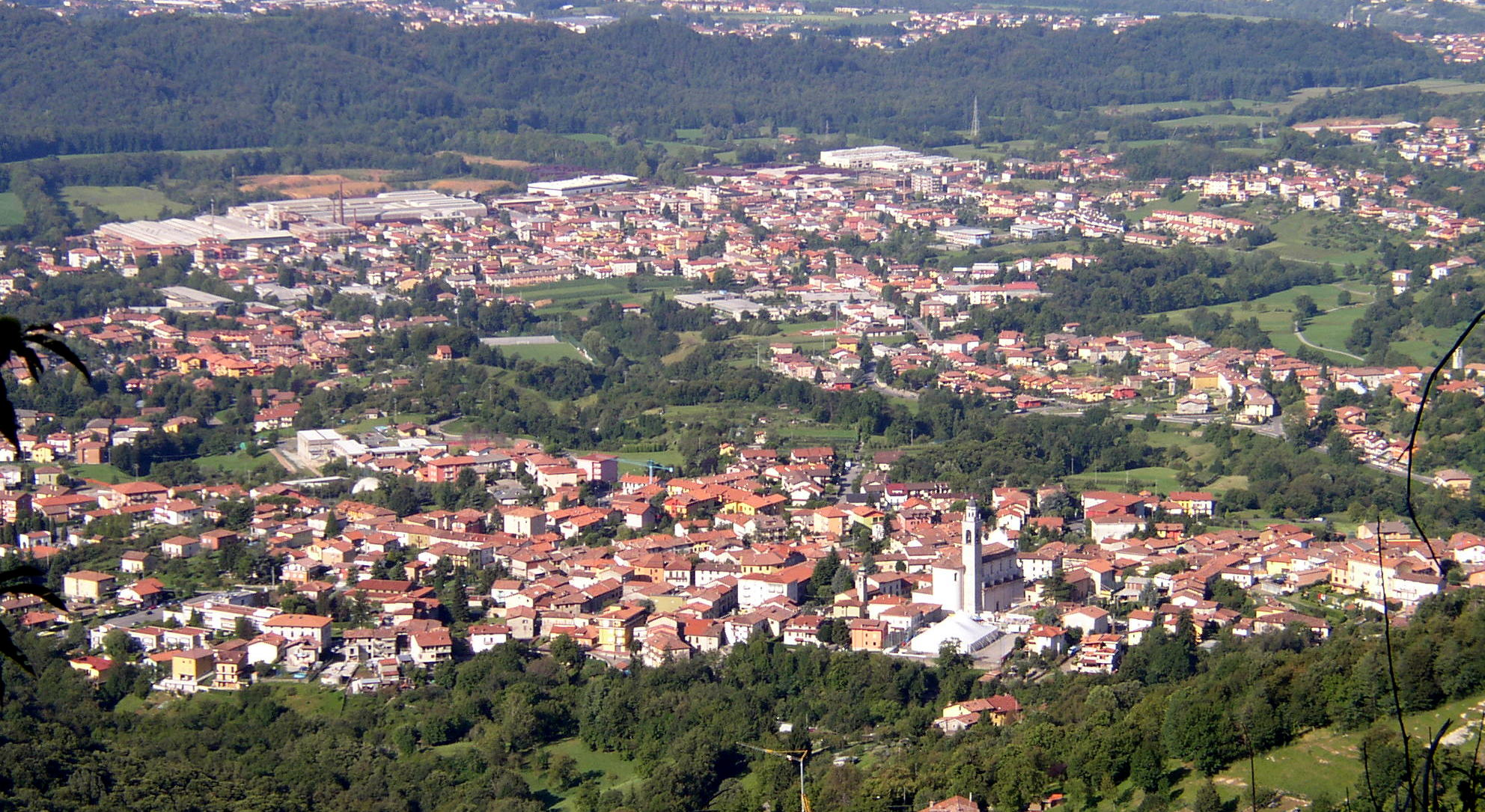
Sorisole da nordest

### Evoluzione demografica
Sorisole, limitrofo alla città di Bergamo, quindi appetibile per la possibilità di usufruire facilmente di tutti i servizi amministrativi, infrastrutturali e sociali, ha visto dagli anni sessanta del novecento un notevole incremento edilizio che ha portato al raddoppio del numero degli abitanti in pochi decenni. I dati censuari consentono di conoscere l'evoluzione nel tempo della popolazione: dalle classi di età, alla composizione delle famiglie, dalla suddivisione per attività economica a quella per grado di istruzione:
Abitanti censiti

### Etnie e minoranze straniere
La presenza di cittadini stranieri è diventata significativa a partire dagli anni novanta. Al 31 dicembre 2013 risiedono 547 stranieri che rappresentano il 5,9% della popolazione. Maggiormente rappresentate sono le seguenti cittadinanze:
- Marocco: 91
- Romania: 68
- Bolivia: 65
- Ucraina: 37
- Albania: 37
- Tunisia: 30
- Nigeria: 30
- Senegal: 26
- Cina: 20

### Religione

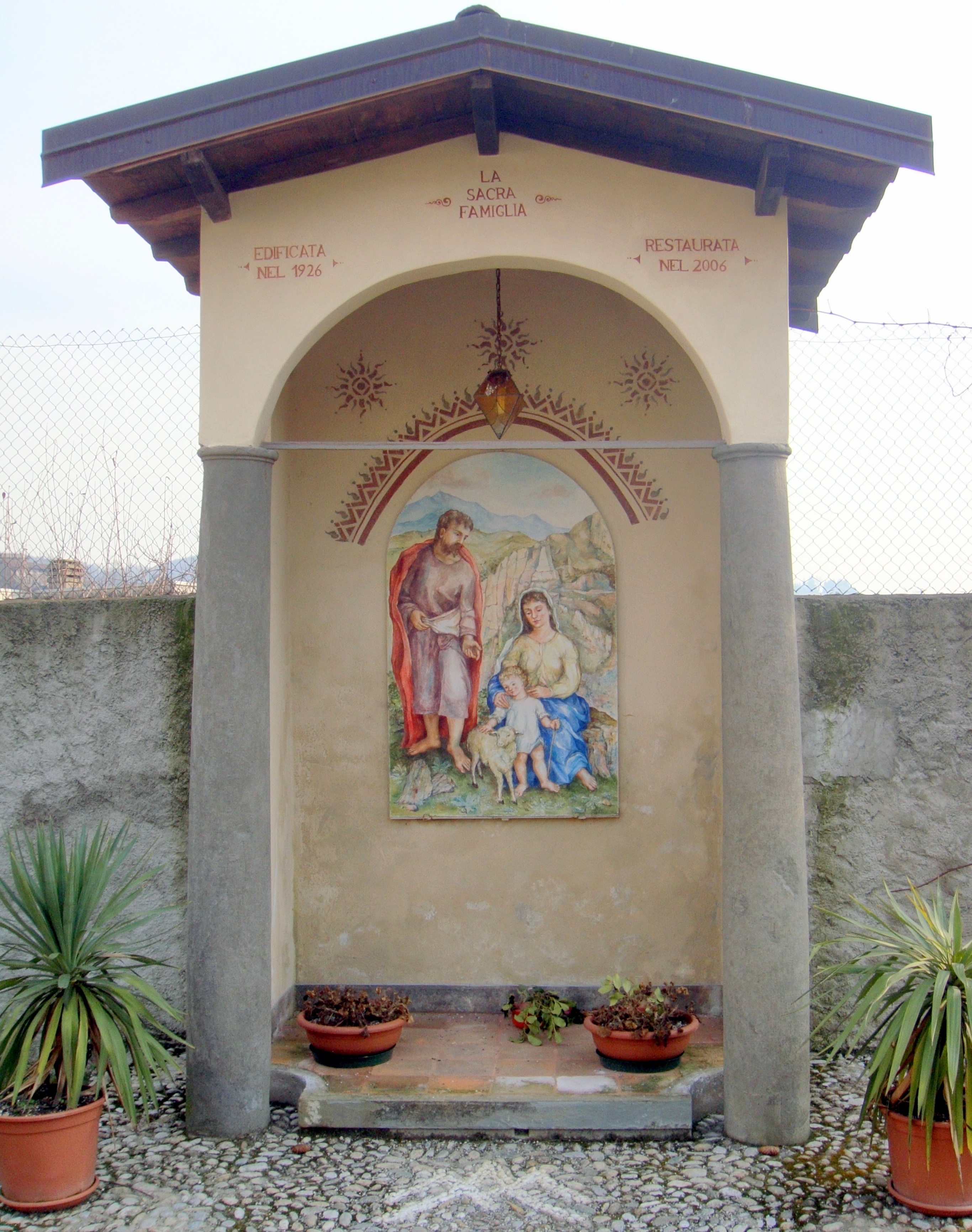
Santella in Via Piave

È da ritenersi acquisito il dato che la parrocchia San Pietro di Sorisole esista almeno dal secolo XI. Con bolla in data 10 maggio 1479 il papa Sisto IV concesse ai sorisolesi l'“juspatronatus”, il diritto cioè di scegliersi direttamente il parroco. Questo a seguito della costituzione del beneficio parrocchiale avvenuta nel 1478 consistente nel mettere a disposizione della parrocchia i fondi necessari al mantenimento del parroco. Il diritto continuò nei secoli fino a quando i capifamiglia, con votazione del 3 aprile 1949, vi rinunciarono.
Nel 1935 venne istituita la seconda parrocchia, dedicata alla Beata Vergine del Buon Consiglio, nella frazione Petosino, mentre la terza, dedicata a San Giuseppe, fu istituita nel 1958 nella frazione Azzonica.
Oltre alle sette chiese aperte normalmente al culto, sono presenti, disseminati su tutto il territorio, ben trentotto capitelli votivi o santelle nei quali vi sono notevoli opere pittoriche.

### Qualità della vita
Il reddito imponibile IRPEF del 2011, dichiarato da 5 113 persone fisiche, ammonta complessivamente a 118935966 € per una media pro-capite di 23261 €. Il 16,4% ha dichiarato redditi tra i 10.000 ed i 15.000 euro, il 23,6% tra i 15.001 ed i 20.000, il 22,8% tra i 20.001 ed i 26.000, il 13,5% tra i 26.001 ed i 33.500, solo l'1.2% ha dichiarato redditi oltre i 100.000 euro. La media provinciale è stata di 24.109 euro

## Infrastrutture e trasporti

### Strade
La Strada Statale 470 della Val Brembana attraversa il territorio comunale.

### Ferrovie
L'abitato era servito dalle stazioni di Ponteranica-Sorisole e Petosino poste lungo la ferrovia della Valle Brembana, attiva fra il 1906 e il 1966. La seconda di esse era raccordata con la locale Società del Gres.

### Mobilità urbana
Sorisole è servito da due linee della rete di autobus (7 e 9), gestite da ATB Consorzio.
É in corso la progettazione di una nuova linea di tram (T2 Bergamo-Villa d'Almè) che prevede una fermata presso la frazione di Petosino. Sarà gestita da TEB.

## Sport
La società sportiva di Sorisole, fondata nel 1968, si chiama Polisportiva Sorisolese; la formazione ha sempre militato in campionati provinciali a carattere dilettantistico.
A Petosino vi è la società Virtus Oratorio Petosino, rifondata nel 2007, con squadre che gareggiano nei campionati dilettantistici di calcio e pallavolo.

## Amministrazione
| Periodo           | Periodo           | Primo cittadino         | Partito                                                 | Carica               | Note |
| ----------------- | ----------------- | ----------------------- | ------------------------------------------------------- | -------------------- | ---- |
| 1860              |                   | Francesco Bacuzzi       |                                                         | Sindaco              |      |
| 1863              |                   | Francesco Cometti       |                                                         | Sindaco              |      |
| 1864              |                   | Alessandro Baggi        |                                                         | Sindaco              |      |
| 1866              |                   | Pietro Cerboni          |                                                         | Sindaco              |      |
| 1869              |                   | Bernardo Aguti          |                                                         | Sindaco              |      |
|                   |                   | Alessandro Brugnetti    |                                                         | Sindaco              |      |
| 1872              |                   | Andrea Bacuzzi          |                                                         | Sindaco              |      |
| 1875              |                   | Giovanni Cometti        |                                                         | Sindaco              |      |
| 1879              |                   | Giovanni Battista Baggi |                                                         | Sindaco              |      |
| 1881              |                   | Pietro Brugnetti        |                                                         | Sindaco              |      |
| 1881              |                   | Giovanni Battista Baggi |                                                         | Sindaco              |      |
| 1884              |                   | Andrea Bacuzzi          |                                                         | Sindaco              |      |
| 1888              |                   | Andrea Bacuzzi          |                                                         | Sindaco              |      |
| 8 gennaio 1896    | 16 agosto 1899    | Santo Aguti             |                                                         | Sindaco              |      |
| 31 agosto 1899    |                   | Antonio Carminati       |                                                         | Sindaco              |      |
| 27 luglio 1905    | 19 settembre 1907 | Antonio Carminati       |                                                         | Sindaco              |      |
| 20 ottobre 1907   | 25 maggio 1908    | Alessandro Brugnetti    |                                                         | Sindaco              |      |
| 25 maggio 1908    | 23 luglio 1910    | Giacomo Zambelli        |                                                         | Sindaco              |      |
| 1º ottobre 1910   |                   | Alessandro Pasta        |                                                         | Sindaco              |      |
| 24 febbraio 1912  | 9 dicembre 1920   | Elia Brugnetti          |                                                         | Sindaco              |      |
| 9 dicembre 1920   | 21 marzo 1925     | Antonio Agazzi          |                                                         | Sindaco              |      |
| 3 ottobre 1925    |                   | Gedeone Blondel         |                                                         | Commissario          |      |
| 3 giugno 1926     | 22 agosto 1940    | Elia Mosconi            |                                                         | Podestà              |      |
| 28 agosto 1940    | 13 giugno 1942    | Elia Brugnetti          |                                                         | Delegato podestarile |      |
| 16 luglio 1942    | 2 marzo 1943      | Luigi Barbaro           |                                                         | Commissario          |      |
| 2 marzo 1943      | 10 novembre 1943  | Pietro Castelli         |                                                         | Commissario          |      |
| 10 novembre 1943  | 24 aprile 1945    | Guido Ferrari           |                                                         | Commissario          |      |
| 1945 D.P.         | 1945              | Pietro Lanfranchi       |                                                         | Sindaco              |      |
| 1945 D.P.         | 1945              | Osvaldo Angiolini       |                                                         | Sindaco              |      |
| 1945 D.P.         | 3 marzo 1946      | Carilio Cornolti        |                                                         | Sindaco              |      |
| 31 marzo 1946     | 16 giugno 1951    | Antonio Milesi          |                                                         | Sindaco              |      |
| 7 maggio 1951     | 25 agosto 1954    | Angelo Belotti          |                                                         | Sindaco              |      |
| 16 ottobre 1954   | 30 dicembre 1957  | Mario Cometti           |                                                         | Sindaco              |      |
| 23 dicembre 1958  | 22 novembre 1960  | Tarcisio Brugnetti      |                                                         | Sindaco              |      |
| 14 dicembre 1960  | 4 dicembre 1964   | Lorenzo Cortesi         | DC                                                      | Sindaco              |      |
| 5 dicembre 1964   | 4 aprile 1970     | Lorenzo Cortesi         | DC                                                      | Sindaco              |      |
| 25 giugno 1970    | 21 aprile 1975    | Pietro Mocchi           | DC                                                      | Sindaco              |      |
| 12 luglio 1975    | 18 aprile 1980    | Vittorio Agazzi         | DC                                                      | Sindaco              |      |
| 25 giugno 1980    | 4 settembre 1981  | Lorenzo Musitelli       | DC                                                      | Sindaco              |      |
| 4 settembre 1981  | 27 marzo 1985     | Guglielmo Magri         | DC                                                      | Sindaco              |      |
| 28 giugno 1985    | 30 agosto 1990    | Adriano Baggi           | DC                                                      | Sindaco              |      |
| 30 agosto 1990    | 4 gennaio 1991    | Antonino Simula         |                                                         | Commissario          |      |
| 4 gennaio 1991    | 23 luglio 1991    | Leonida Rosati          | DC, Lista Unitaria (PCI), Indipendenti Cattolici, PSI   | Sindaco              |      |
| 24 settembre 1991 | 9 aprile 1992     | Giuliano Tasca          | DC, Lega Nord                                           | Sindaco              |      |
| 9 aprile 1992     | 25 novembre 1992  | Lucio Marotta           |                                                         | Commissario          |      |
| 27 novembre 1992  | 25 gennaio 1993   | Giulio Corti            | DC, Lega Nord                                           | Sindaco              |      |
| 25 gennaio 1993   | 28 luglio 1994    | Eugenio Zambelli        | DC, Lega Nord                                           | Sindaco              |      |
| 20 novembre 1994  | 21 marzo 1998     | Lino Taschini           | Lega Nord, Indipendenti Cattolici, Unità e Rinnovamento | Sindaco              |      |
| 29 novembre 1998  | 25 maggio 2003    | Simone Stecchetti       | Lega Nord                                               | Sindaco              |      |
| 26 maggio 2003    | 14 aprile 2008    | Simone Stecchetti       | Forza Italia, Lega Nord                                 | Sindaco              |      |
| 15 aprile 2008    | 6 ottobre 2009    | Eros Mastrobuono        | Popolo Libertà, Lega Nord                               | Sindaco              |      |
| 6 ottobre 2009    | 30 marzo 2010     | Lucio Marotta           |                                                         | Commissario          |      |
| 31 marzo 2010     | 30 maggio 2015    | Stefano Gamba           | Progetto Comune                                         | Sindaco              |      |

## Galleria d'immagini

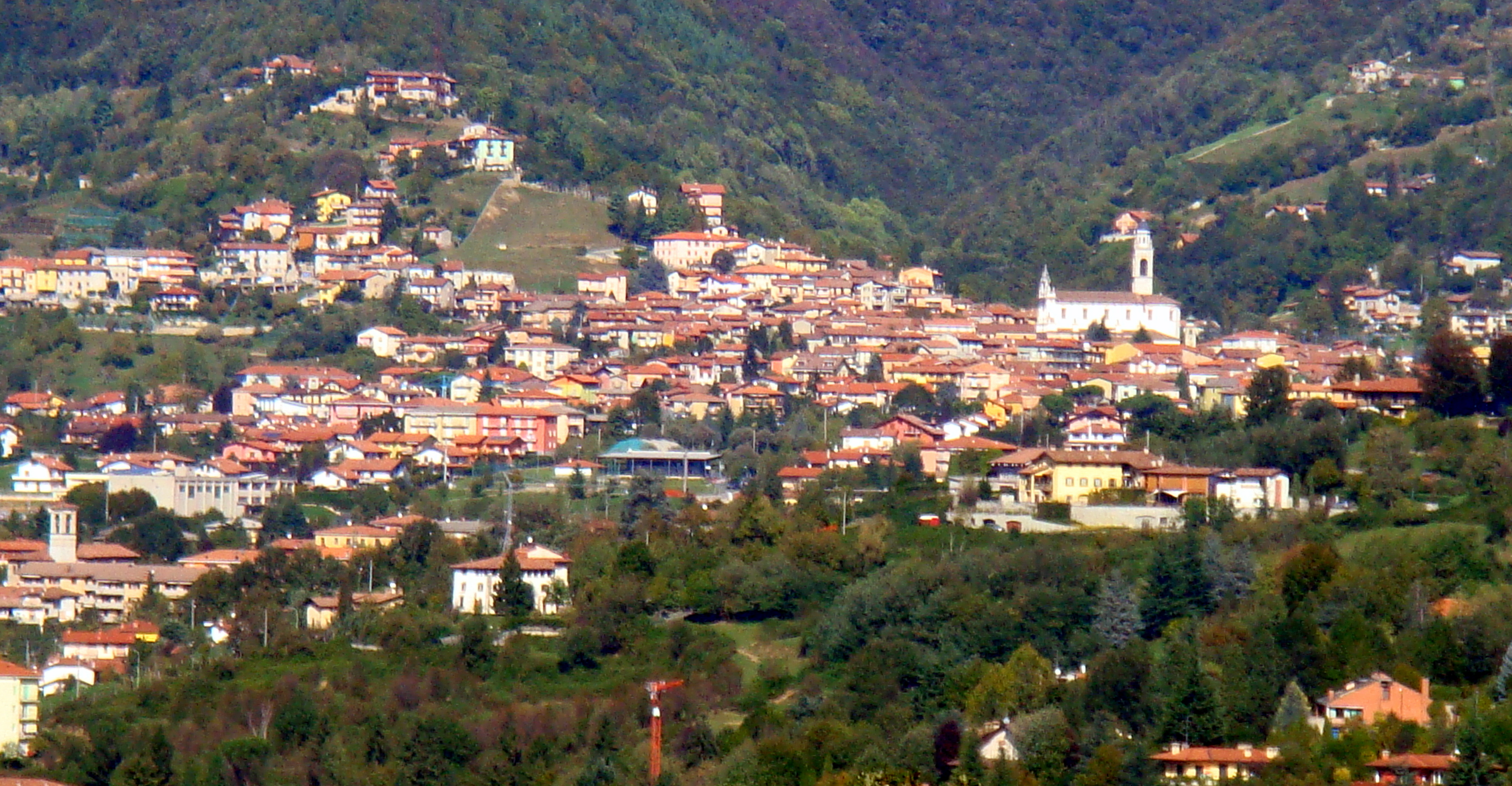
Vista del centro di Sorisole
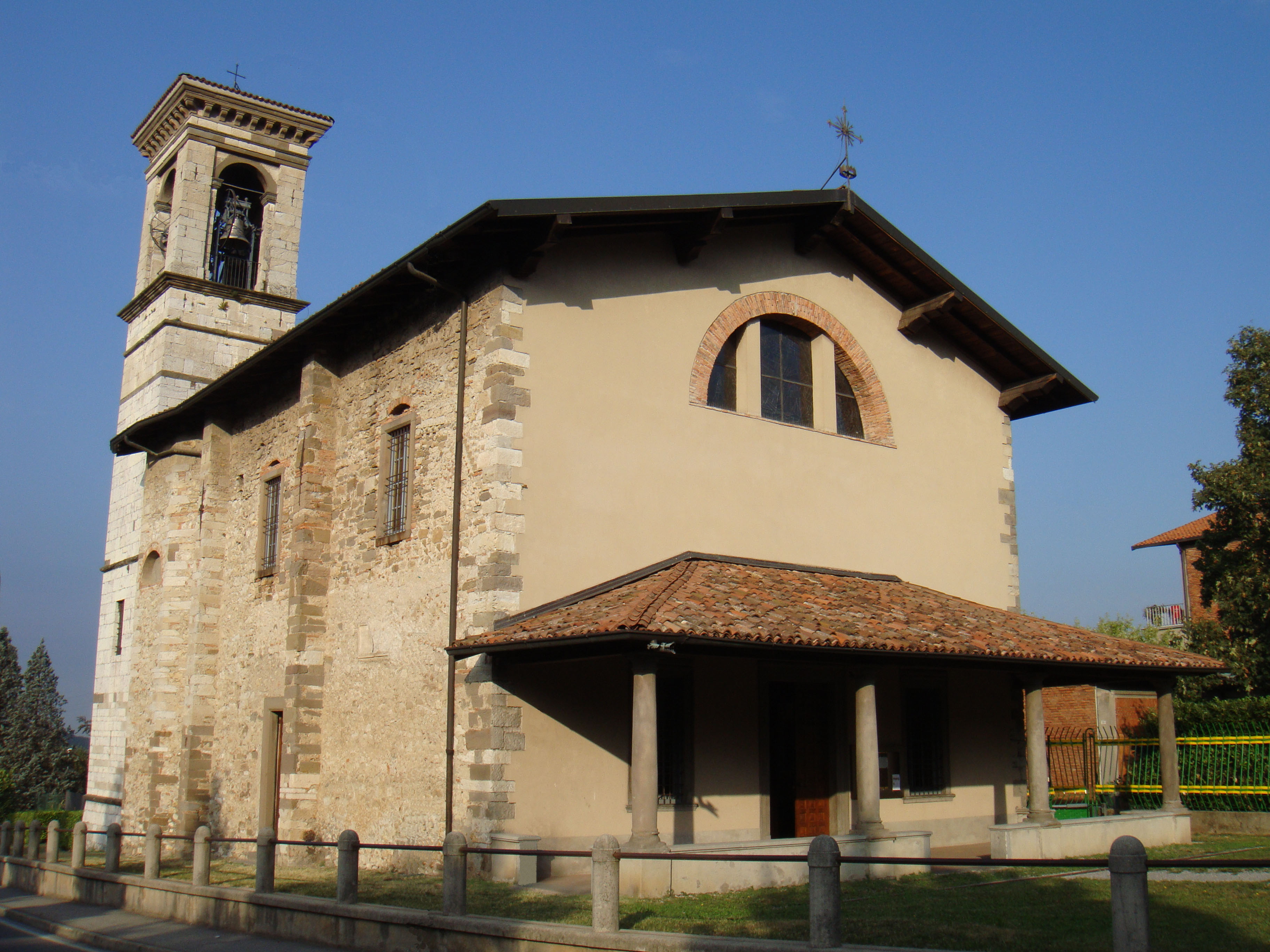
Chiesa Madonna dei Campi
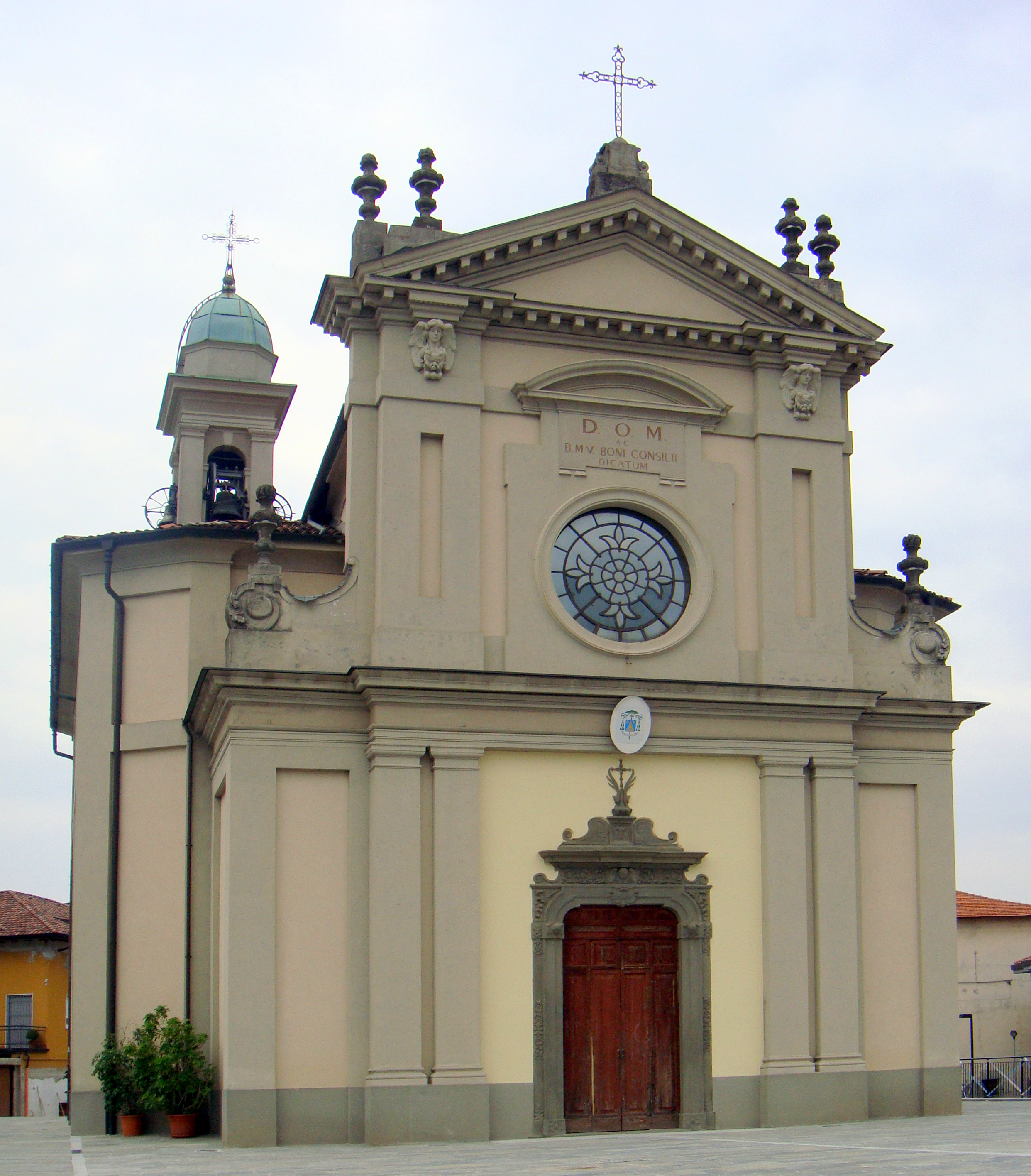
Chiesa B. V. B. Consiglio a Petosino
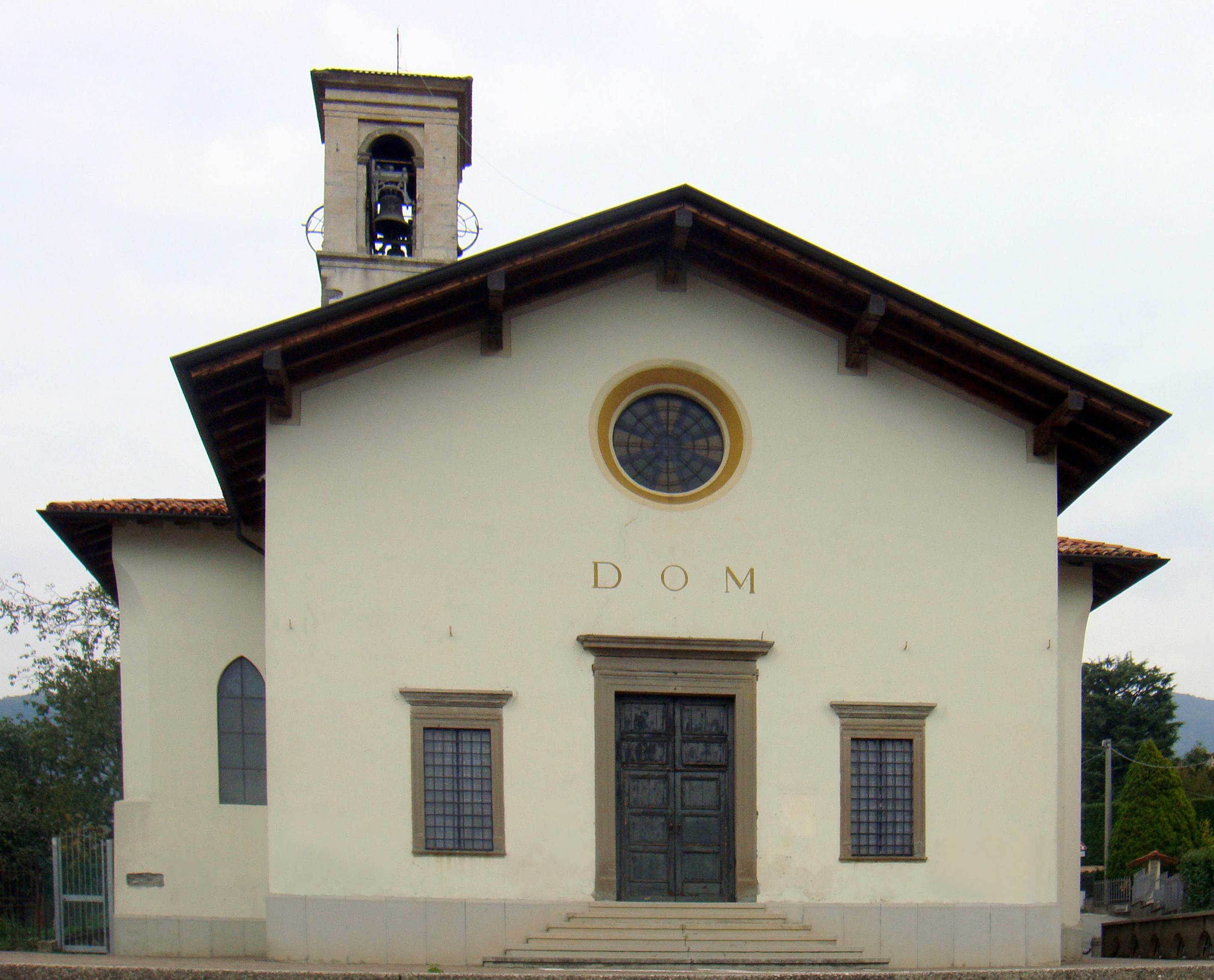
Chiesa S. Giuseppe ad Azzonica
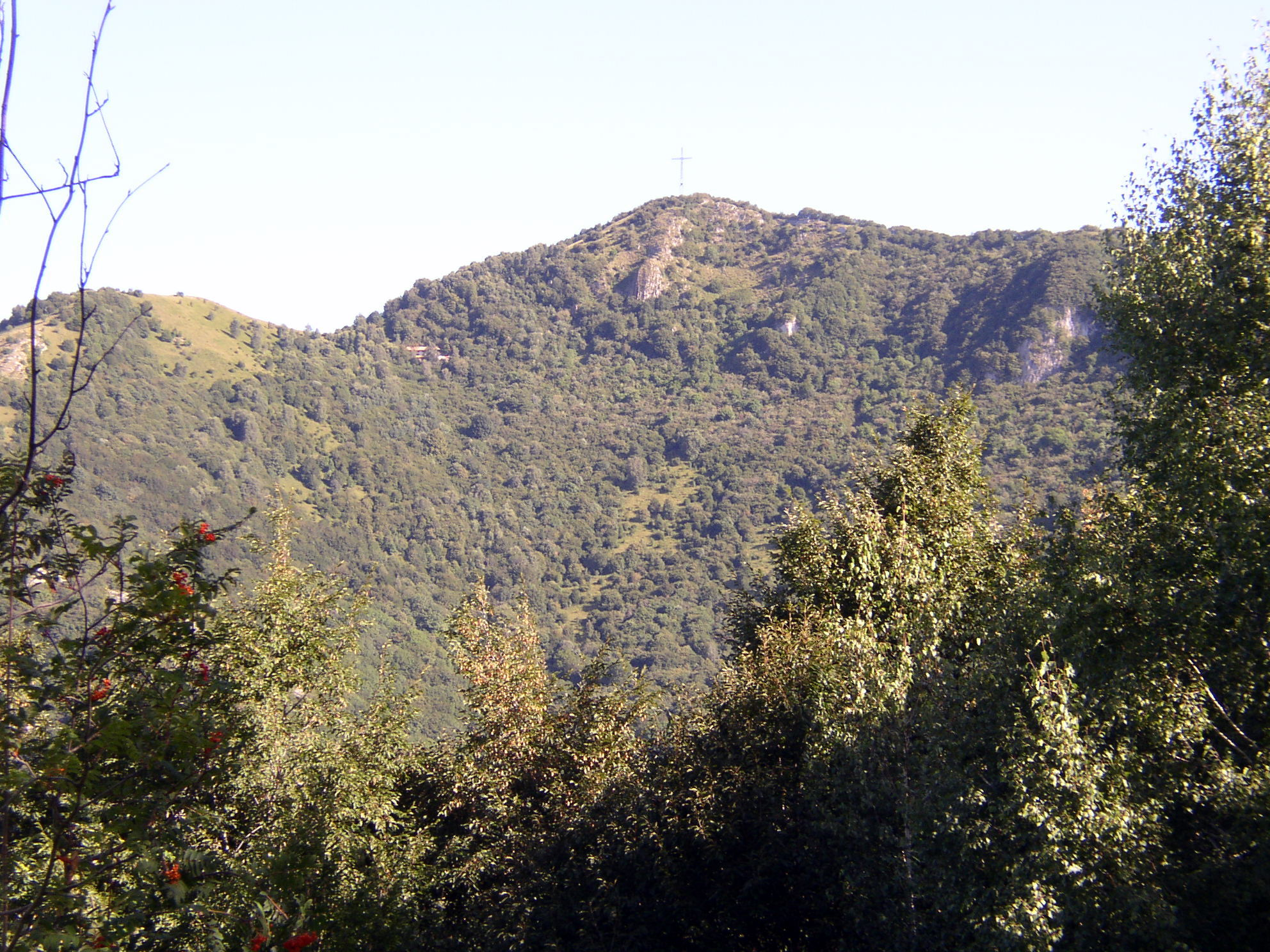
Monte Canto Alto
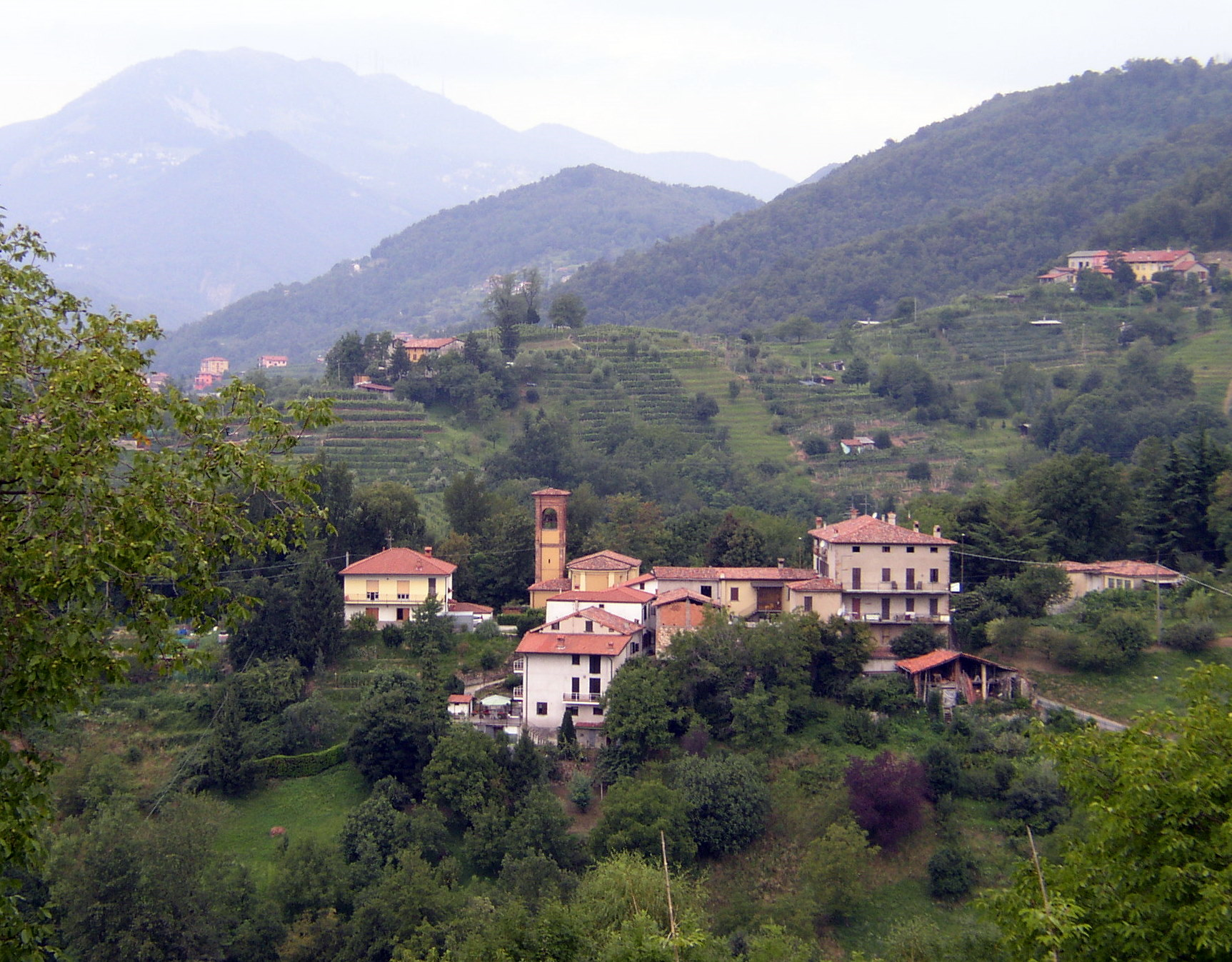
Nucleo abitato di Sant'Anna
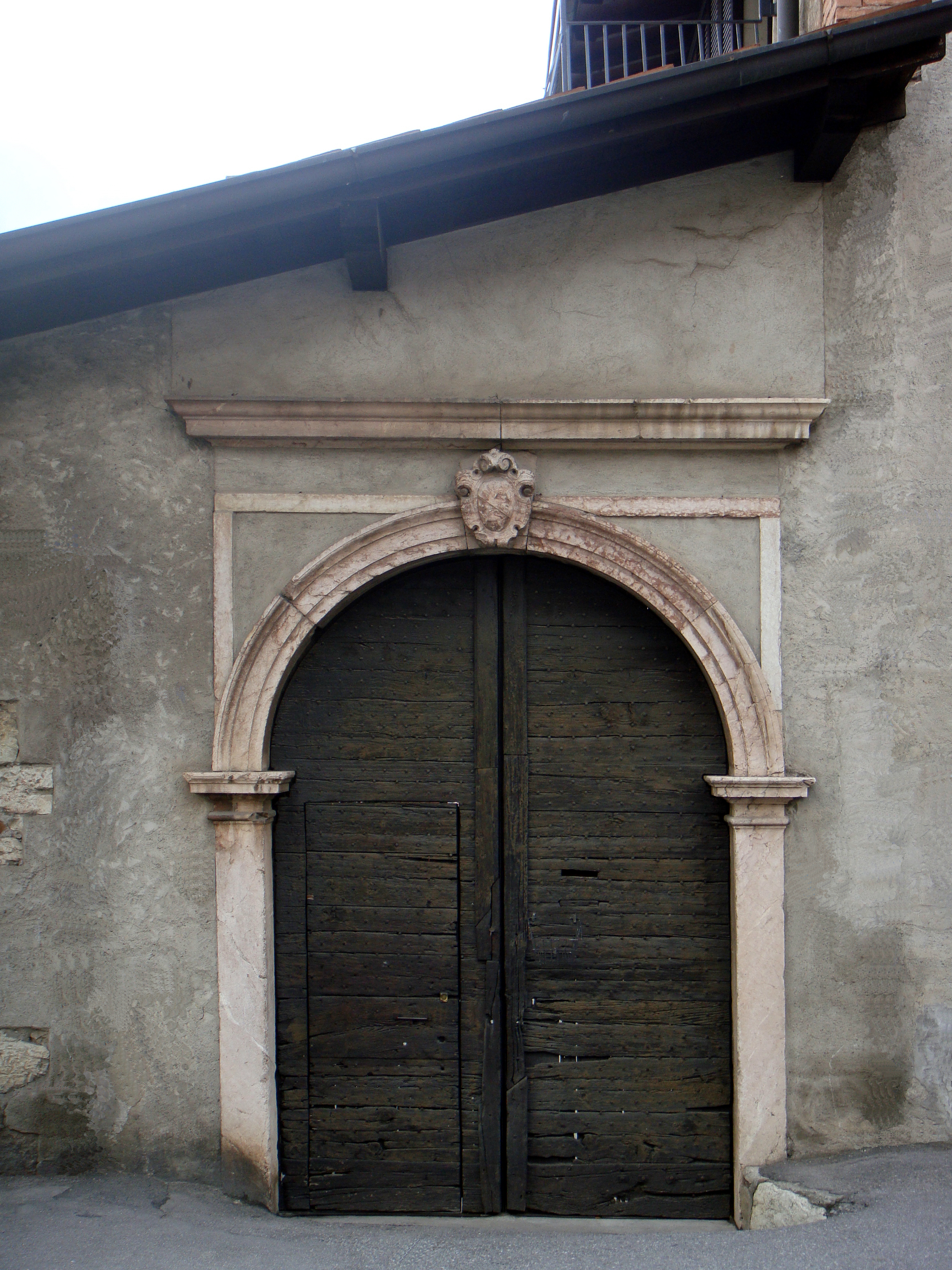
Portale seicentesco in Via Colronco
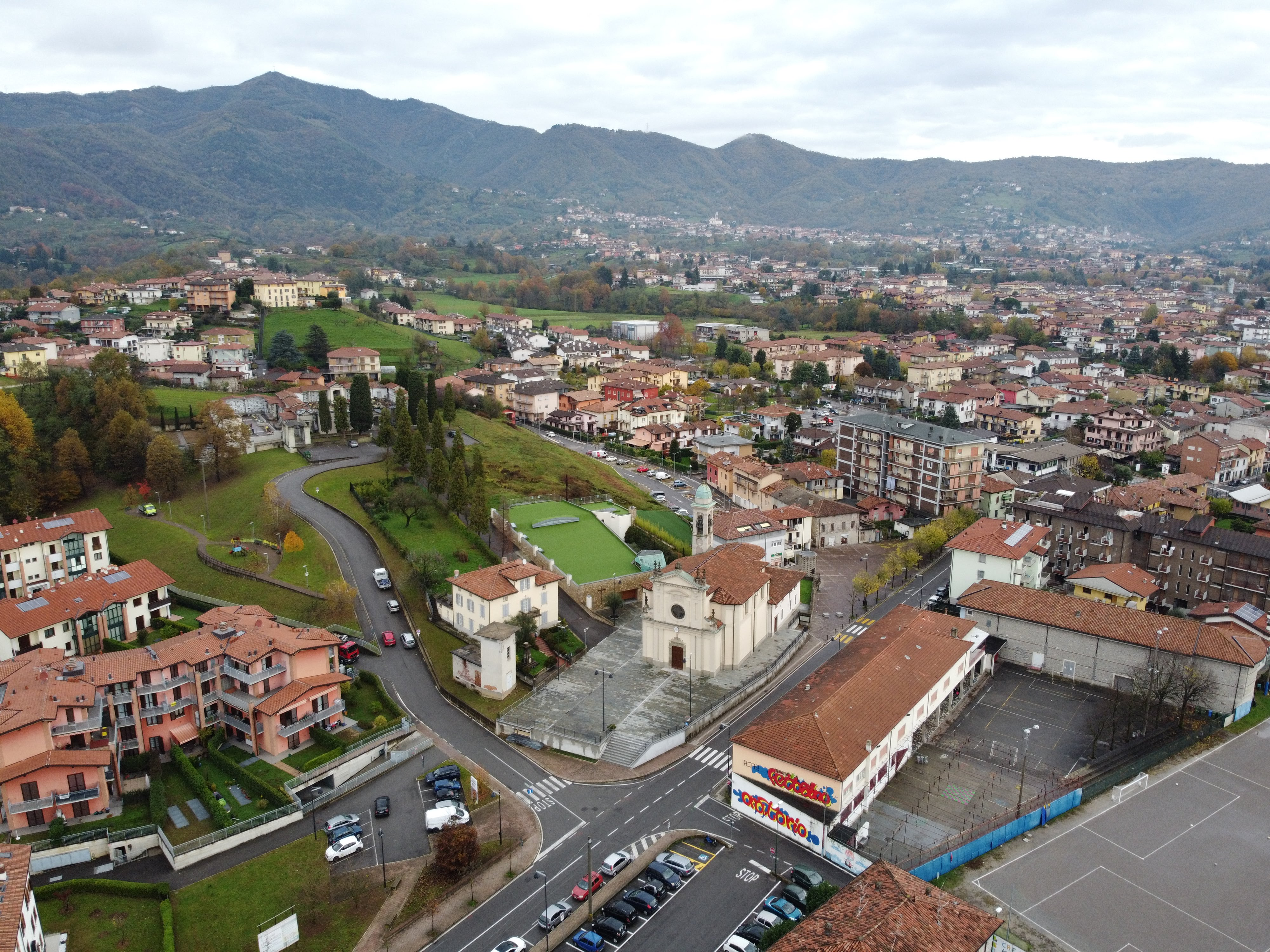
Vista del centro di Petosino